# Unione Sportiva Cremonese 2007-2008
Questa pagina raccoglie i dati riguardanti l'Unione Sportiva Cremonese nelle competizioni ufficiali della stagione 2007-2008.

## Stagione
Nell'estate del 2007 la società grigiorossa viene acquistata dall'imprenditore cremonese Giovanni Arvedi. Il direttore sportivo Erminio Favalli porta in squadra Lamberto Zauli, Leonardo Colucci, Gabriele Graziani ed altri giocatori di categoria. Il 18 aprile 2008 proprio Favalli viene a mancare a 64 anni per un infarto.
In campionato la Cremonese allenata ancora a 17 anni di distanza da Emiliano Mondonico, si piazza con 60 punti secondo posto, dietro al Sassuolo che con 63 punti sale direttamente in Serie B. Nei Play-off la Cremonese supera il Foggia nel doppio scontro di semifinale. Poi nella finale di andata vince (0-1) a Cittadella, ma si vede sfilare la promozione dalle mani, a causa della sconfitta interna (1-3) subita nella partita di ritorno contro la formazione veneta. Due gli attaccanti grigiorossi arrivati in doppia cifra, con 19 reti l'abruzzese Gianluca Temelin, e con 11 reti il piemontese Gabriele Graziani. Nella Coppa Italia di Serie C la Cremonese vince il girone D di qualificazione, nei sedicesimi di finale ha superato la Pro Vercelli, poi si ferma negli ottavi, superata nel doppio confronto dal Pavia.

## Rosa
| N. |                     | Ruolo | Calciatore               |
| -- | ------------------- | ----- | ------------------------ |
|    | Italia (bandiera)   | P     | Giorgio Bianchi          |
|    | Italia (bandiera)   | P     | Salvatore Sirigu         |
|    | Italia (bandiera)   | D     | Stefano Argilli          |
|    | Italia (bandiera)   | D     | Davide Astori            |
|    | Italia (bandiera)   | D     | Michele Bacis            |
|    | Italia (bandiera)   | D     | Emanuele Brioschi        |
|    | Italia (bandiera)   | D     | Michele Cremonesi        |
|    | Italia (bandiera)   | D     | Vincenzo Moretti         |
|    | Italia (bandiera)   | D     | Giordano Paganotto       |
|    | Italia (bandiera)   | D     | Romano Perticone         |
|    | Italia (bandiera)   | D     | Ruggero Radice           |
|    | Italia (bandiera)   | D     | Ferdinando Vitofrancesco |
|    | Italia (bandiera)   | C     | Lorenzo Carotti          |
|    | Bulgaria (bandiera) | C     | Krasimir Čomakov         |

| N. |                   | Ruolo | Calciatore         |
| -- | ----------------- | ----- | ------------------ |
|    | Italia (bandiera) | C     | Leonardo Colucci   |
|    | Italia (bandiera) | C     | André Cuneaz       |
|    | Italia (bandiera) | C     | Federico Piazza    |
|    | Italia (bandiera) | C     | Amedeo Tacchinardi |
|    | Italia (bandiera) | C     | Mario Tacchinardi  |
|    | Italia (bandiera) | C     | Gilberto Zanoletti |
|    | Italia (bandiera) | C     | Lamberto Zauli     |
|    | Italia (bandiera) | C     | Claudio Ferrarese  |
|    | Italia (bandiera) | A     | Giuseppe Cozzolino |
|    | Italia (bandiera) | A     | Cataldo Graziano   |
|    | Italia (bandiera) | A     | Gabriele Graziani  |
|    | Italia (bandiera) | A     | Vincenzo Pepe      |
|    | Italia (bandiera) | A     | Gianluca Temelin   |
|    | Italia (bandiera) | D     | William Viali      |

## Risultati

### Campionato

#### Girone di andata
| Arbitro: | Baracani (Firenze) |

|             |           |                       |
| M. Moro 63’ | Marcatori | 67’ Pepe 83’ Graziani |

| Arbitro: | Vuoto (Livorno) |

|              |           |  |
| Graziani 28’ | Marcatori |  |

| Arbitro: | Barletta (Bernalda) |

|               |           |             |
| G. Grieco 24’ | Marcatori | 6’ Graziani |

| Arbitro: | Borracci (San Benedetto del Tronto) |

|  |           |               |
|  | Marcatori | 3’ Gasparello |

| Arbitro: | Zonno (Bari) |

|              |           |                           |
| Scappini 78’ | Marcatori | 41’ Graziani 56’ Chomakov |

| Cremona 30 settembre 2007 6ª giornata                               | Cremonese | 2 – 1       | Paganese | Stadio Giovanni Zini |
| \| \| \| \| \| Chomakov 8’ Zauli 64’ \| Marcatori \| 6’ Franzese \| |           |             |          |                      |
|                                                                     |           |             |          |                      |
| Chomakov 8’ Zauli 64’                                               | Marcatori | 6’ Franzese |          |                      |

| Arbitro: | Baratta (Salerno) |

|                                      |           |  |
| Vicari 53’ Iacopino 63’ P. Rossi 70’ | Marcatori |  |

| Cremona 14 ottobre 2007 8ª giornata | Cremonese          | 0 – 0 | Cittadella | Stadio Giovanni Zini\| Arbitro: \| Calvarese (Teramo) \| |
| Arbitro:                            | Calvarese (Teramo) |       |            |                                                          |

| Arbitro: | Paparazzo (Catanzaro) |

|           |           |                            |
| Taldo 21’ | Marcatori | 16’ Graziani 88’ Zanoletti |

| Arbitro: | Barbeno (Brescia) |

|             |           |                            |
| Temelin 27’ | Marcatori | 13’ Masucci 59’ Pensalfini |

| Arbitro: | Peruzzo (Schio) |

|                          |           |                                |
| Coletti 10’ Biancone 47’ | Marcatori | 30’ (rig.), 65’ (rig.) Temelin |

| Arbitro: | Corletto (Castelfranco Veneto) |

|                                    |           |                        |
| Moretti 5’ Zauli 36’ Zanoletti 89’ | Marcatori | 13’ Mendil 25’ Musetti |

| Arbitro: | Ruini (Reggio Emilia) |

|                            |           |                           |
| Temelin 22’, 32’, 44’, 80’ | Marcatori | 29’ Maggiolini 88’ Rubino |

| Manfredonia 18 novembre 2007 14ª giornata | Manfredonia | 0 – 0 | Cremonese | Stadio Miramare |

| Cremona 25 novembre 2007 15ª giornata                                               | Cremonese | 4 – 0 | Foligno | Stadio Giovanni Zini |
| \| \| \| \| \| Temelin 14’ (rig.), 54’ (rig.) Zauli 51’ Pepe 86’ \| Marcatori \| \| |           |       |         |                      |
|                                                                                     |           |       |         |                      |
| Temelin 14’ (rig.), 54’ (rig.) Zauli 51’ Pepe 86’                                   | Marcatori |       |         |                      |

| Arbitro: | Gallione (Alessandria) |

|                      |           |                                                  |
| Baù 13’ Cotroneo 20’ | Marcatori | 2’ Vitofrancesco 66’ Chomakov 79’ M. Tacchinardi |

| Arbitro: | Passeri (Gubbio) |

|                           |           |  |
| Perticone 44’ Temelin 60’ | Marcatori |  |

#### Girone di ritorno
| Cremona 16 dicembre 2007 18ª giornata | Cremonese       | 0 – 0 | Venezia | Stadio Giovanni Zini\| Arbitro: \| Vuoto (Livorno) \| |
| Arbitro:                              | Vuoto (Livorno) |       |         |                                                       |

| Arbitro: | Nicodano (Milano) |

|             |           |            |
| Comazzi 80’ | Marcatori | 9’ Temelin |

| Arbitro: | Tidona (Torino) |

|                           |           |              |
| Temelin 33’ Perticone 90’ | Marcatori | 62’ Ercolano |

| Arbitro: | Ferraioli (Nocera Inferiore) |

|                |           |                                      |
| Gasparello 60’ | Marcatori | 13’ (rig.), 32’ Temelin 83’ Graziani |

| Arbitro: | Merchiori (Ferrara) |

|           |           |  |
| Viali 65’ | Marcatori |  |

| Arbitro: | Candussio (Cervignano del Friuli) |

|             |           |                       |
| Fanasca 47’ | Marcatori | 78’ (aut.) Botticella |

| Cremona 17 febbraio 2008 24ª giornata | Cremonese           | 0 – 0 | Monza | Stadio Giovanni Zini\| Arbitro: \| La Rocca (Ercolano) \| |
| Arbitro:                              | La Rocca (Ercolano) |       |       |                                                           |

| Arbitro: | Baracani (Firenze) |

|                                               |           |                    |
| Coralli 11’ (rig.), 18’ De Gasperi 76’ (rig.) | Marcatori | 73’ (rig.) Temelin |

| Arbitro: | Viti (Campobasso) |

|                        |           |  |
| Temelin 6’, 18’ (rig.) | Marcatori |  |

| Arbitro: | Baratta (Salerno) |

|              |           |                        |
| Tiboni 90+1’ | Marcatori | 13’, 66’ Vitofrancesco |

| Arbitro: | Gallione (Alessandria) |

|                        |           |                                        |
| Graziani 27’, 36’, 63’ | Marcatori | 18’ Di Roberto 29’ Mounard 74’ Coletti |

| Sesto San Giovanni 31 marzo 2008 29ª giornata | Pro Sesto        | 0 – 0 | Cremonese | Stadio Ernesto Breda\| Arbitro: \| Giancola (Vasto) \| |
| Arbitro:                                      | Giancola (Vasto) |       |           |                                                        |

| Arbitro: | Calvarese (Teramo) |

|            |           |  |
| Rubino 56’ | Marcatori |  |

| Arbitro: | Liotta (Caltanissetta) |

|           |           |  |
| Zauli 43’ | Marcatori |  |

| Arbitro: | Palazzino (Ciampino) |

|            |           |  |
| Bonura 32’ | Marcatori |  |

| Arbitro: | Vuoto (Livorno) |

|                          |           |                     |
| Temelin 34’ Graziani 57’ | Marcatori | 36’, 47’ Varricchio |

| Arbitro: | Pecorelli (Arezzo) |

|                         |           |                          |
| Savoldi 16’ (rig.), 52’ | Marcatori | 40’ Temelin 66’ Graziani |

### Play-off
| Foggia 18 maggio 2008 Semifinale play-off - andata | Foggia                | 0 – 0 | Cremonese | Stadio Pino Zaccheria\| Arbitro: \| Tozzi (Lido di Ostia) \| |
| Arbitro:                                           | Tozzi (Lido di Ostia) |       |           |                                                              |

| Arbitro: | Candussio (Cervignano del Friuli) |

|             |           |              |
| Temelin 55’ | Marcatori | 45’ Del Core |

| Arbitro: | Gallione (Alessandria) |

|  |           |             |
|  | Marcatori | 64’ Temelin |

| Arbitro: | Tozzi (Lido di Ostia) |

|                  |           |                                          |
| Viali 34’ (rig.) | Marcatori | 3’ Meggiorini 43’ Coralli 75’ De Gasperi |

### Coppa Italia di Serie C

#### Ottavi di finale
| Arbitro: | Grazioli (Maniago) |

|                                              |           |             |
| Pietribiasi 48’ De Stefano 63’ Valentini 74’ | Marcatori | 91’ Argilli |

| Arbitro: | Penno (Nichelino) |

|                                 |           |               |
| Piazza 43’ De Martin 71’ (rig.) | Marcatori | 75’ Perticone |